# Edificio del Club de Yates de Nueva York
El Edificio del Club de Yates de Nueva York es un edificio histórico ubicado en Nueva York, Nueva York. Se encuentra inscrito como un Hito Histórico Nacional en el Registro Nacional de Lugares Históricos desde el 29 de octubre de 1982. Sus arquitectos fueron Whitney Warren y Warren & Wetmore. Es la sede social del Club de Yates de Nueva York.

## Ubicación
Se encuentra dentro del condado de Nueva York en las coordenadas 40°45′19″N 73°58′54″O / 40.755278, -73.981667.